# Sillingy
 Sillingy  (en arpitán Felingi) es una población y comuna francesa, en la región de Ródano-Alpes, departamento de Alta Saboya, en el distrito de Annecy y cantón de Annecy-Nord-Ouest.

## Demografía
| 980 | 1082 | 1343 | 1652 | 2116 | 2881 |
| Para los censos de 1962 a 1999 la población legal corresponde a la población sin duplicidades (Fuente: INSEE [Consultar]) |      |      |      |      |      |